# Capulus
Capulus là một chi ốc biển nhỏ, là động vật thân mềm chân bụng sống ở biển trong họ Capulidae.

## Các loài
Các loài trong chi Capulus gồm có:
- Capulus incurvus (Gmelin, 1791)[2]
- Capulus intortus (Lamarck, 1822)[3]
- Capulus simplex Locard, 1898[4]
- Capulus subcompressus Pelseneer, 1903[5]
- Capulus ungaricus (Linnaeus, 1758)[6]

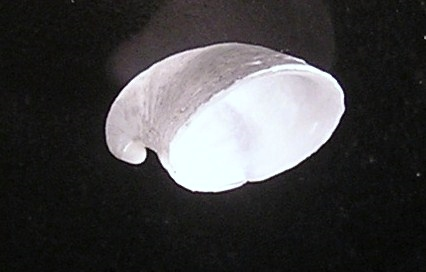
Capulus japonicus

According to the Indo-Pacific Molluscan Database (OBIS) the following species names are also in current use 
- Capulus badius Dunker, 1882
- Capulus bicarinatus (Pease, 1861a)
- Capulus danieli (Crosse, 1858)
- Capulus devexus (May, 1916)
- Capulus devotus Hedley, 1904
- Capulus dilatatus A. Adams, 1860-i
- Capulus fragilis E. A. Smith, 1904
- Capulus irregularis E. A. Smith, 1895
- Capulus liberatus Pease, 1868
- Capulus japonicus A. Adams, 1861-d
- Capulus kawamurai Habe, 1992
- Capulus paleacea Menke
- Capulus spondylicola Habe, 1967
- Capulus sycophanta Garrard, 1961
- Capulus violaceus Angas, 1867